# Pedro Yang

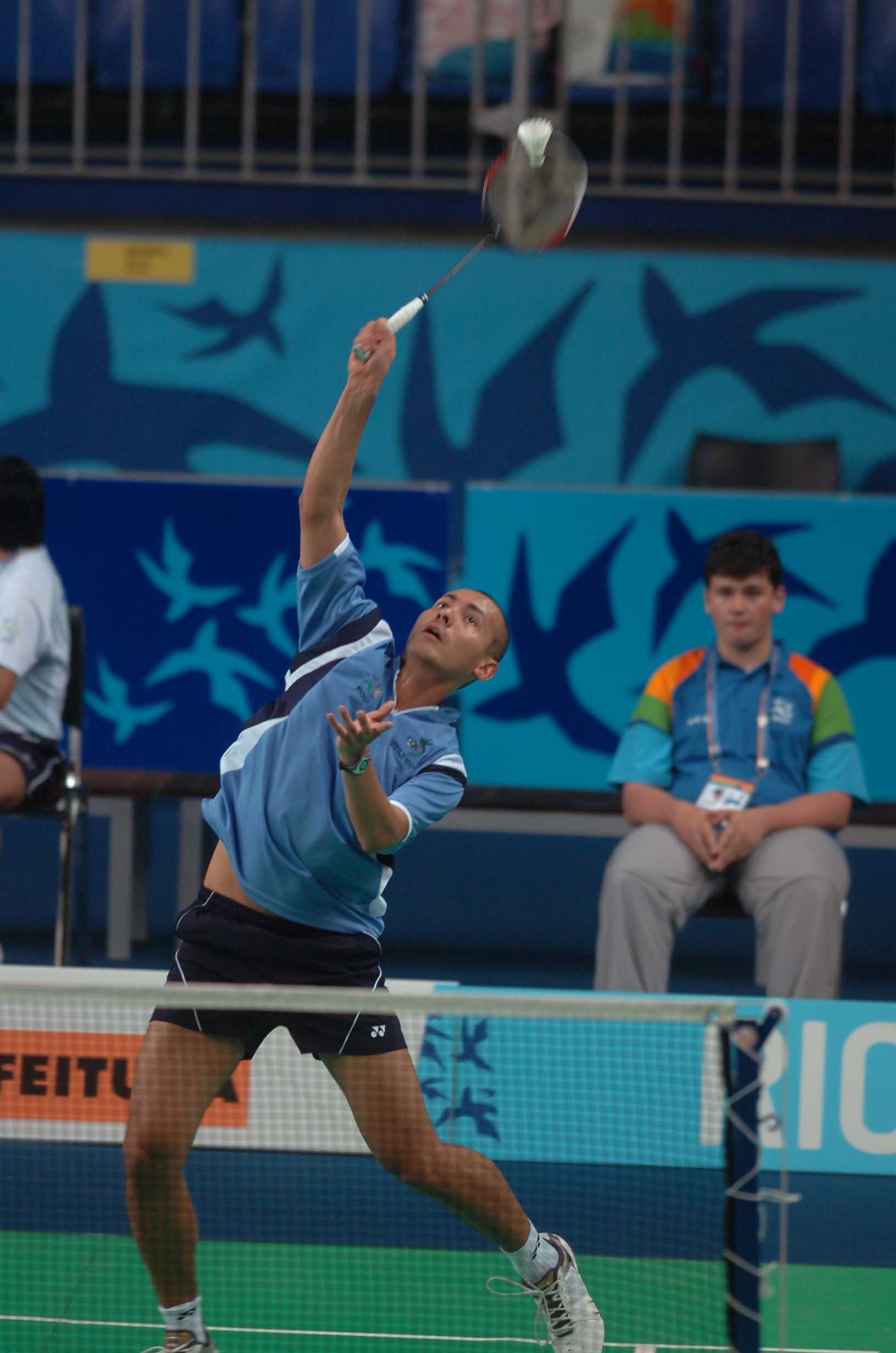
Pedro Yang bei den Panamerikaspielen 2007

Pedro Alejandro Yang Ruiz  (* 9. Oktober 1976) ist ein Badmintonspieler aus Guatemala.

## Karriere
Pedro Yang machte 1999 international das erste Mal auf sich aufmerksam, als er bei den Panamerikaspielen Dritter im Herreneinzel wurde. Drei Jahre später siegte er bei den Zentralamerika- und Karibikspielen in El Salvador. 2003 gewann er Silber und Bronze bei den Panamerikaspielen, 2007 noch einmal Bronze. 2004 nahm er an Olympia teil, unterlag dort jedoch gegen Jim Ronny Andersen in der ersten Runde. Yang lebt derzeit in Dänemark und spielt Badminton im Team von Skovshoved IF.

## Erfolge
| Datum | Disziplin | Turnier                           | Platz |
| ----- | --------- | --------------------------------- | ----- |
| 1999  | Einzel    | Puerto Rico International         | 1.    |
| 1999  | Einzel    | Panamerikaspiele                  | 3.    |
| 2002  | Einzel    | Zentralamerika- und Karibikspiele | 1.    |
| 2003  | Einzel    | Panamerikaspiele                  | 3.    |
| 2003  | Doppel    | Panamerikaspiele                  | 2.    |
| 2007  | Doppel    | Panamerikaspiele                  | 3.    |
| 2007  | Doppel    | Panamerikameisterschaft           | 3.    |
| 2009  | Mixed     | Peru International                | 1.    |